# محوطه سرتیتان
محوطه سرتیتان مربوط به دوره اشکانیان - سده‌های میانه دوران‌های تاریخی پس از اسلام است و در شهرستان گیلانغرب، بخش مرکزی، دهستان حومه، ۱۲۵۰ متری جنوب غربی روستای سرتیتان واقع شده و این اثر در تاریخ ۱۸ اسفند ۱۳۸۷ با شمارهٔ ثبت ۲۴۸۰۷ به‌عنوان یکی از آثار ملی ایران به ثبت رسیده است.